# イギリス商業革命

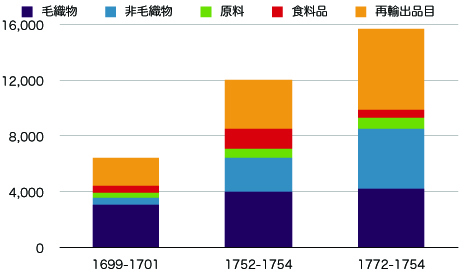
商業革命期の輸出額推移(単位:1000ポンド)

イギリス商業革命とは、1660年代から1770年代の北米・カリブ海地域との貿易によって引き起こされたイギリスにおける急激な商工業の成長と、それに伴う社会・経済体質の変化である。

## 概要
単に「商業革命」という場合、イギリスに限らず16世紀ごろの「新大陸」との交易に起因する西ヨーロッパ地域における変化を指すが、「イギリス商業革命」という場合、これよりやや遅れ、上記、王政復古ごろから北米植民地独立までの期間に起きた変化を指す。この時期はイギリスにとって最初の帝国拡大期にあたり、貿易額もこのあいだに二倍以上の伸びを記録している。植民地産品の国内への流入に加え、そのヨーロッパ大陸諸国への再輸出や、雑工業製品の植民地への輸出がその内訳である。これらの商品はまずイギリス国内で定着し、生活革命と呼ばれる変化を起こし、その後イギリス帝国全体に広まった。
イギリス国内の経済活動の活発化は商人などの勢力伸長をもたらし、特に大貿易商はイギリス帝国内部における経済活動の本流として、上流階級の一員と見なされるようになった。